# Sunrise!
「Sunrise!」（サンライズ）は、長谷川明子の2枚目のシングル。2010年7月7日に5pb. Reordsから発売された。

## 解説
工画堂スタジオ社PCゲーム『白銀のカルと蒼空の女王』エンディングテーマ。カップリング「2100年の東京タワー」FM西東京ラジオの番組『teknohauswt』オープニングテーマ、同じくカップリング「Stay Tuned!」は同ラジオ番組のエンディングテーマ。

## 批評
CDジャーナルは「表題曲と「2100年の東京タワー」の声色の違いはまさにプロフェッショナル。後者のロリータボイスに轟沈」と評した。

## 収録曲
1. Sunrise!
作詞：森由里子　作曲・編曲：上倉紀行
2. 2100年の東京タワー
作詞：笹公人　作曲・編曲：HIDE-AKI
3. Stay Tuned!
作詞：Ueken　作曲・編曲：polymoog
4. Sunrise!（instrumental）
5. 2100年の東京タワー（instrumental）
6. Stay Tuned!（instrumental）